# 分液漏斗

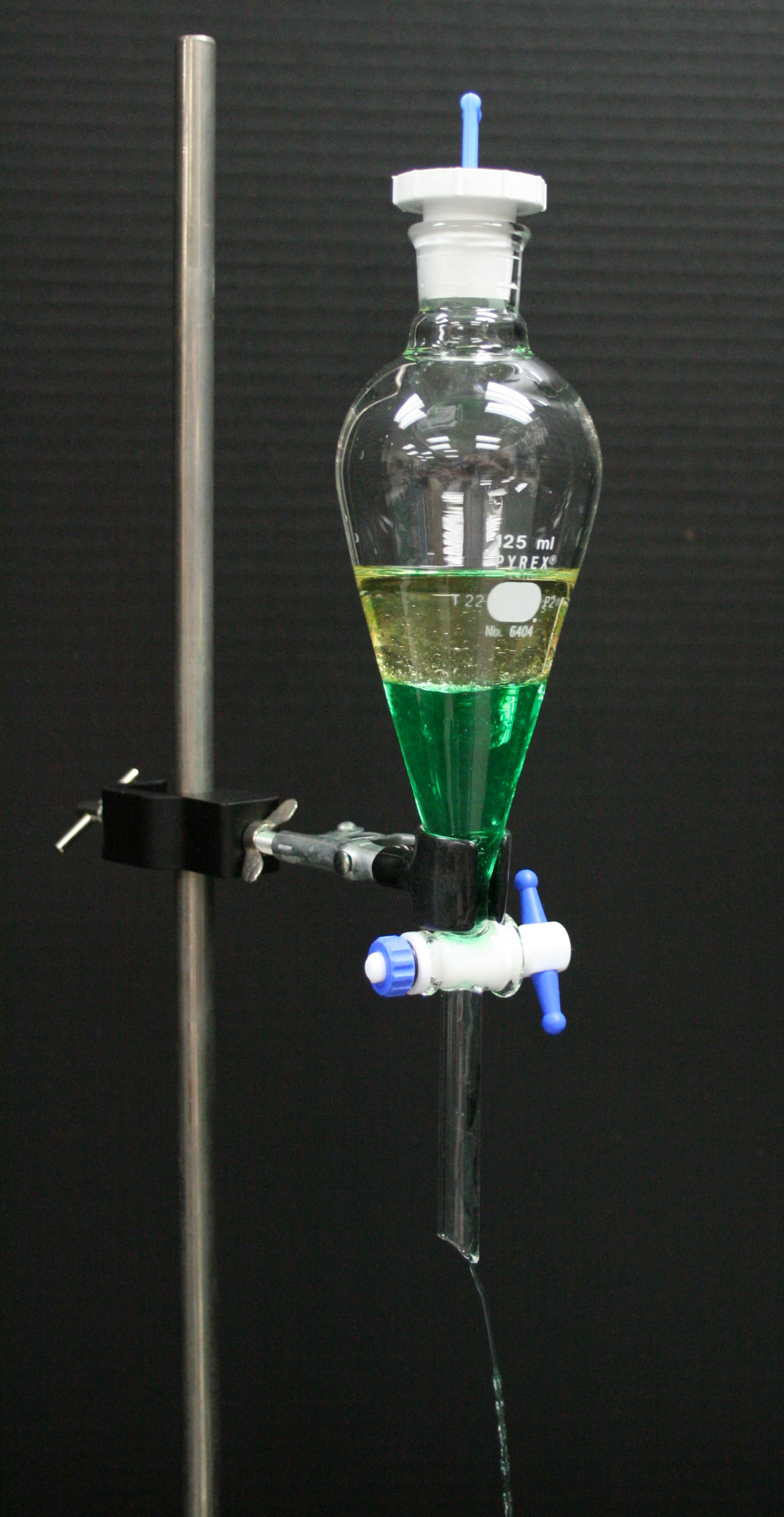
分液漏斗使用圖

分液漏斗是實驗室中使用的一种玻璃仪器，有梨形分液漏斗、球形分液漏斗和筒形分液漏斗这三种类型。梨形分液漏斗主要用来萃取和分液。

## 造型
梨形分液漏斗的主体是一个倒锥体球，在球的上端具有磨砂玻璃塞的瓶口，下端焊有二通活塞及漏斗管柄。由于它是长形倒锥体的球，可利用球体下端的锥形，使萃取后的液面分层分离较容易掌握。
球形分液漏斗的主体呈球状，筒形分液漏斗的主体则是呈圆柱形筒状。分液漏斗的活塞一般由玻璃或聚四氟乙烯制作。

## 原理
利用分液漏斗进行萃取操作时，依据的原理是相似相溶，即极性物质溶解在极性溶剂中，非极性物质溶解在非极性溶剂中；或者是另外一种理解，无机物溶解在无机溶剂中，有机物溶解在有机溶剂中。加入萃取剂后，液体会进行分层。溶质根据相似相容原理，会分别溶解在不同的溶剂中。这样就形成了极性层和非极性层，或者是水层和有机层。两层之间会有明显的分界，下层液体通过活塞放出。大多数情况下水是极性层，因此有机层的位置取决于有机溶剂密度。进行分液操作之前，必须确保两层液体之间有一个明显的界限，如果是没有明显界限的乳浊液，则需静置至其分层明显。若要从溶液中取得产物，则可进行结晶操作，由于一部分有机物的沸点比较低，因此可以在提纯有机层时将会减少蒸发时间。

## 用途
实用于制药工业、大专院校、科研、钢铁冶金、石油化工、工矿企业、植物研究和提炼等单位用作从溶剂中提取某种成分或分离提取某种杂质用。球形、梨形、筒形等分液漏斗，也可作为在反应操作过程中添加溶液的工具。

## 安全隐患
使用分液漏斗时最大的安全隐患就是漏斗内部压强过大，由于在振荡过程中，兩種溶劑在分液漏斗中混合，密閉漏斗內的氣壓因為兩
種溶劑的飽和蒸氣壓加成使得氣壓增高，因此强大的压强可能会顶出玻璃塞。在放气的时候，漏斗颈不能对着人，防止液体被气体所推动而冲出。因此在振荡过程中应该用手按稳玻璃塞和活塞，并及时放气。

## 使用方法
1. 关闭下方阀门。
2. 把欲分离的混合物由上口装入漏斗主体内。
3. 关闭玻璃塞，用一只手按住玻璃塞，另一只手握住活塞，将分液漏斗倒置，震荡，打开活塞放气后关闭活塞，再震荡多次。
4. 把漏斗主体卡在实验室架台的铁圈上，静置待其在重力的作用下自然分离成上下两层。
5. 小心地打开下方阀门，让密度大的液体从下方流出。在刚好流完之际关闭阀门。
6. 从上口倒出密度小的液体成分。